# Kerbors
Kerbors település Franciaországban, Côtes-d’Armor megyében. Lakosainak száma 286 fő (2022. január 1.). Kerbors Pleubian, Pleumeur-Gautier és Trédarzec községekkel határos.

## Népesség
A település népességének változása:
| Lakosok száma | 427  | 318  | 321  | 355  | 314  | 315  | 305  | 289  | 288  | 286  |
|               | 1968 | 1982 | 1990 | 2006 | 2013 | 2015 | 2017 | 2019 | 2020 | 2022 |